# Nicole (Lot e Garonna)
Nicole è un comune francese di 291 abitanti situato nel dipartimento del Lot e Garonna nella regione della Nuova Aquitania.

## Società

### Evoluzione demografica
Abitanti censiti